# Desenvolupador de programari

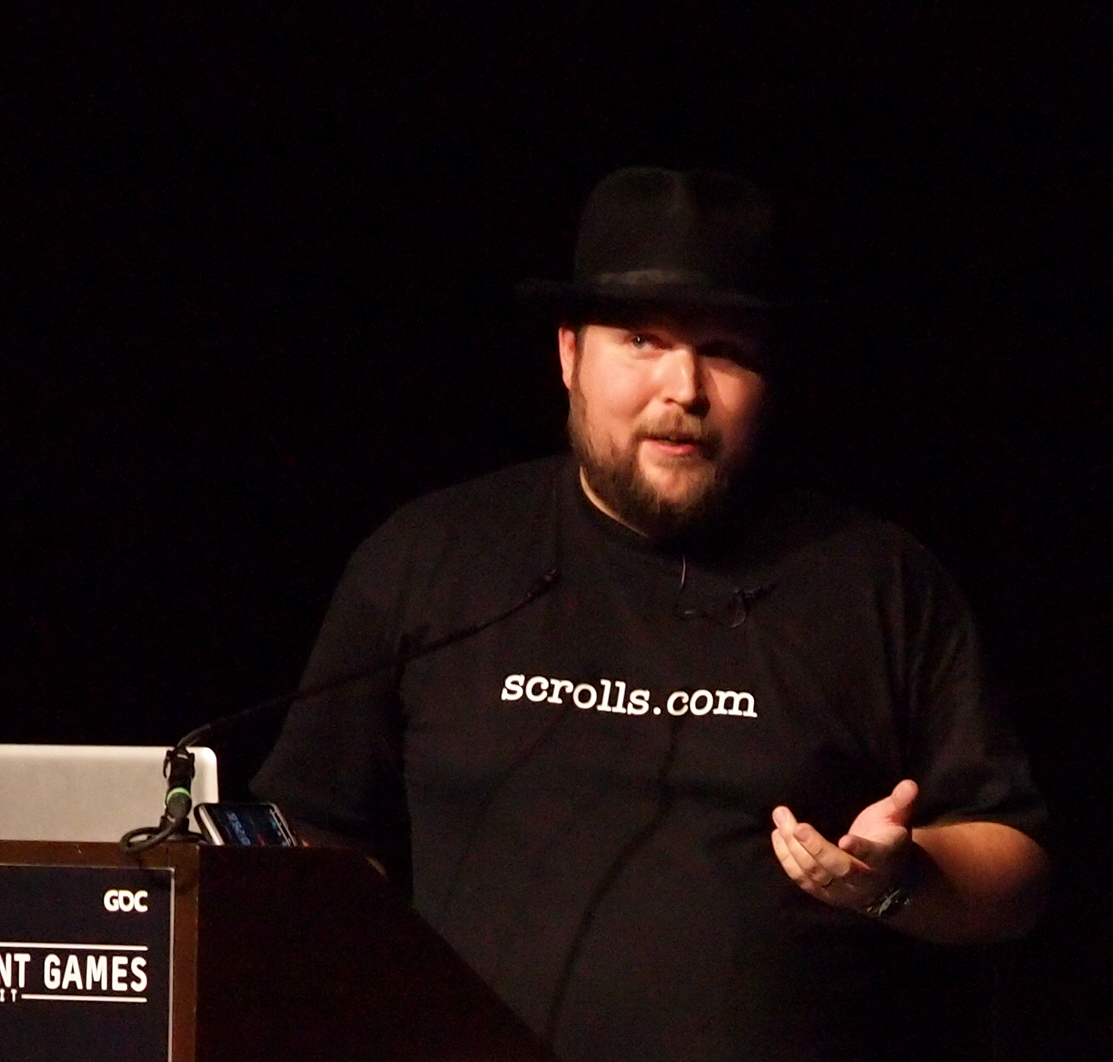
Markus Persson, exdesenvolupador de Minecraft.

Un desenvolupador de programari és una persona que crea o dissenya programes. Aquesta persona pot ser un programador o un individu involucrat en tasques més àmplies que la simple programació anomenades desenvolupament de programari. La tasca del desenvolupador de programari pot ser treballar globalment sobre l'aplicació en comptes de tasques de programació o a nivell de components. Els desenvolupadors de programari solen estar guiats pel programador en cap però també inclou als desenvolupadors de programari freelance.
De vegades també s'utilitzen d'altres noms en el mateix context com analista o enginyer de programari.
Segons passa el temps, les diferències entre el disseny de sistemes, el desenvolupament de programari i la programació es fan més grans. Actualment en el mercat laboral ja existeix la diferenciació entre programadors i desenvolupadors, és a dir, aquells que finalment fan la implementació no solen ser els que dissenyen l'estructura del programa. Encara més, alguns desenvolupadors passen a ser arquitectes de sistemes, és a dir, aquells que dissenyen arquitectures de molts nivells o sistemes de programari molt grans.